# Gunnar Stålsett
Gunnar Johan Stålsett, född den 10 februari 1935 i Nordkap, är en norsk teolog och politiker som har representerat Senterpartiet. Han var Norska kyrkans biskop i Oslo från 1998 till 2005. 

## Bakgrund
Som politiker har han bland annat varit statssekreterare i Kirke- og undervisningsdepartementet (1972–1973) och ordförande i Senterpartiet (1977–1979). 
Han var medlem av Nobelkommittén den 1 januari 1985–31 december 1990 och den 6 december 1994–31 december 2002. Han var vice ordförande 2000–2002. Han var biträdande ledamot (ersättare) 1991–1994 och 2003–2008.
Stålsett har teologisk utbildning från Menighetsfakultetet i Oslo, och blev candidatus theologiae 1961. Hans bakgrund som församlingspräst omfattar tre år i Elverum från 1979 till 1982. Han har annars arbetat med undervisning på Misjonshøgskolen i Stavanger och på befattningar inom den kyrkliga byråkratin, bland annat som generalsekreterare i Lutherska Världsförbundet.

## Biskop
1998 blev han utnämnd till biskop av Oslo. Utnämningen var kontroversiell, och skapade strid på grund av att ett flertal i den kyrkliga omröstningen önskade Odd Bondevik. Regeringen var också splittrad mellan Kristelig Folkepartis statsråd, som även de föredrog Bondevik, och Senterpartiet, som tillsammans med Venstre önskade Stålsett. Statsminister Kjell Magne Bondevik ansåg sig jävig som kusin till Odd Bondevik, och det blev därmed likväl flertal för Stålsett. 
Under loppet av hans ämbetstid blev det klart att Stålsett var anhängare av praktiserande homosexuella inom vigningstjänsten, och detta tog sig också konkreta uttryck i ordinationer och utnämningar. Detta stred mot kyrkomötets beslut 1997. Han markerade sig vidare 2003 som en stark motståndare till USA:s krigsplaner gentemot Irak.
Stålsett blev av sina meningsfränder framställd som en folkkär biskop. Han fick mycket uppmärksamhet i förbindelse med att han förrättade vigseln mellan Haakon Magnus och Mette Marit Tjessem Høiby. Han döpte även parets äldsta barn, prinsessan Ingrid Alexandra. Han gick i pension den 28 februari 2005. 

## Priser
- 2001: Nøffs Ærespris
- 2001: Petter Dass-priset
- 2004: Zola-prisen
- 2006: St. Hallvardsmedaljen.